# Zyrphelis ecklonis
Zyrphelis ecklonis là một loài thực vật có hoa trong họ Cúc. Loài này được (DC.) Kuntze miêu tả khoa học đầu tiên năm 1891.